# Vateria indica
Vateria indica är en tvåhjärtbladig växtart som beskrevs av Carl von Linné. Vateria indica ingår i släktet Vateria och familjen Dipterocarpaceae. IUCN kategoriserar arten globalt som akut hotad. Inga underarter finns listade i Catalogue of Life.

## Bildgalleri

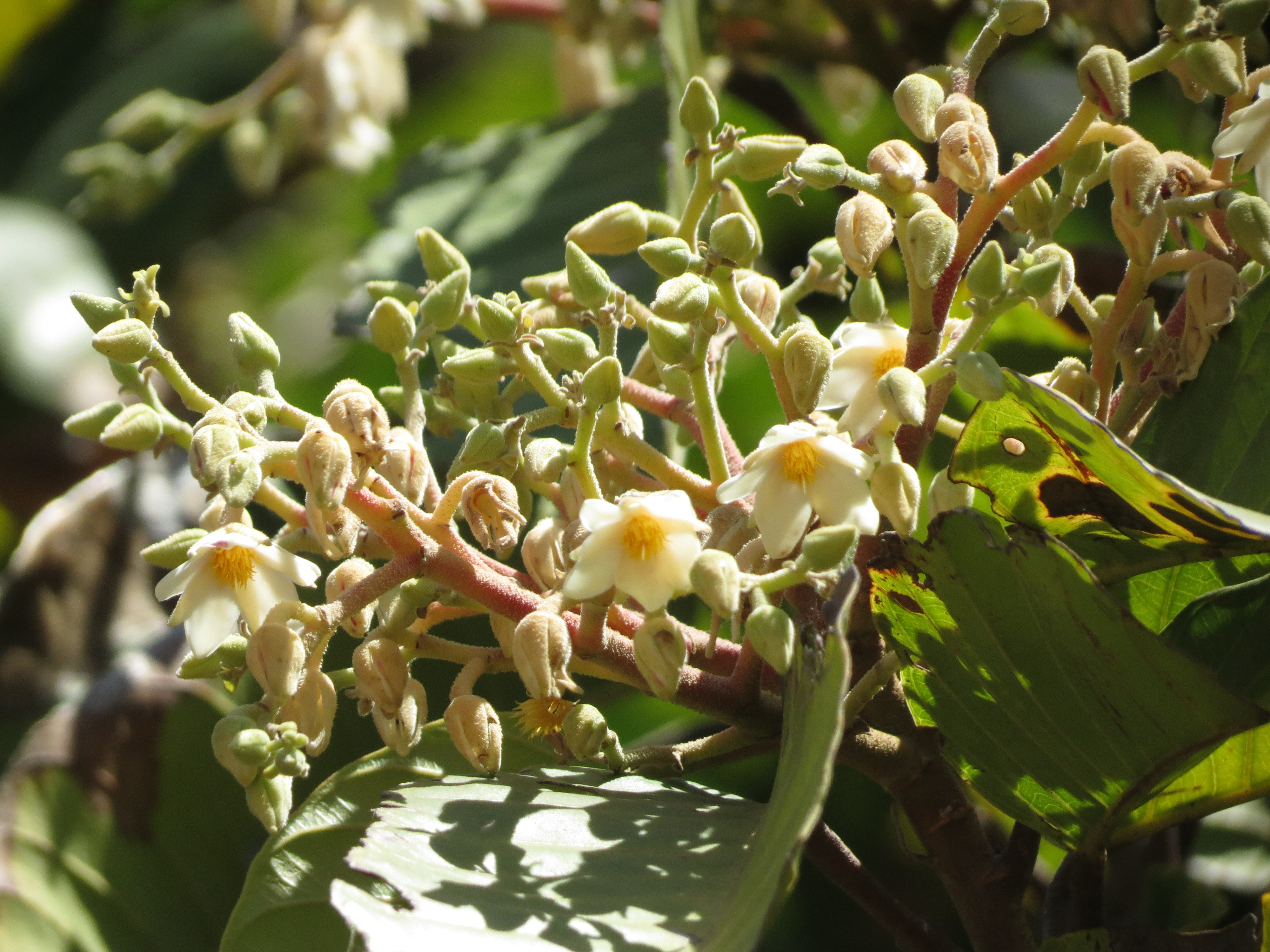
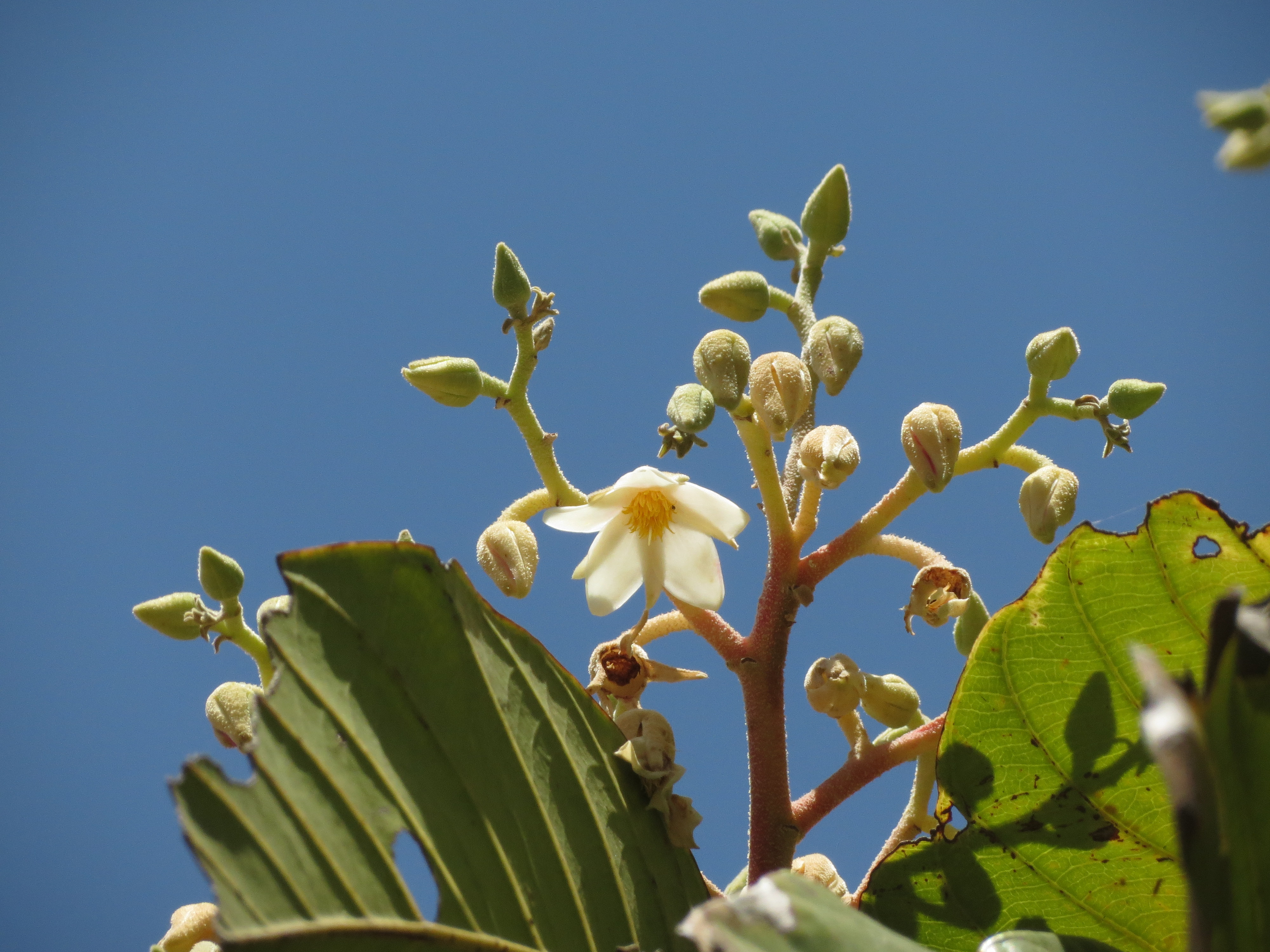
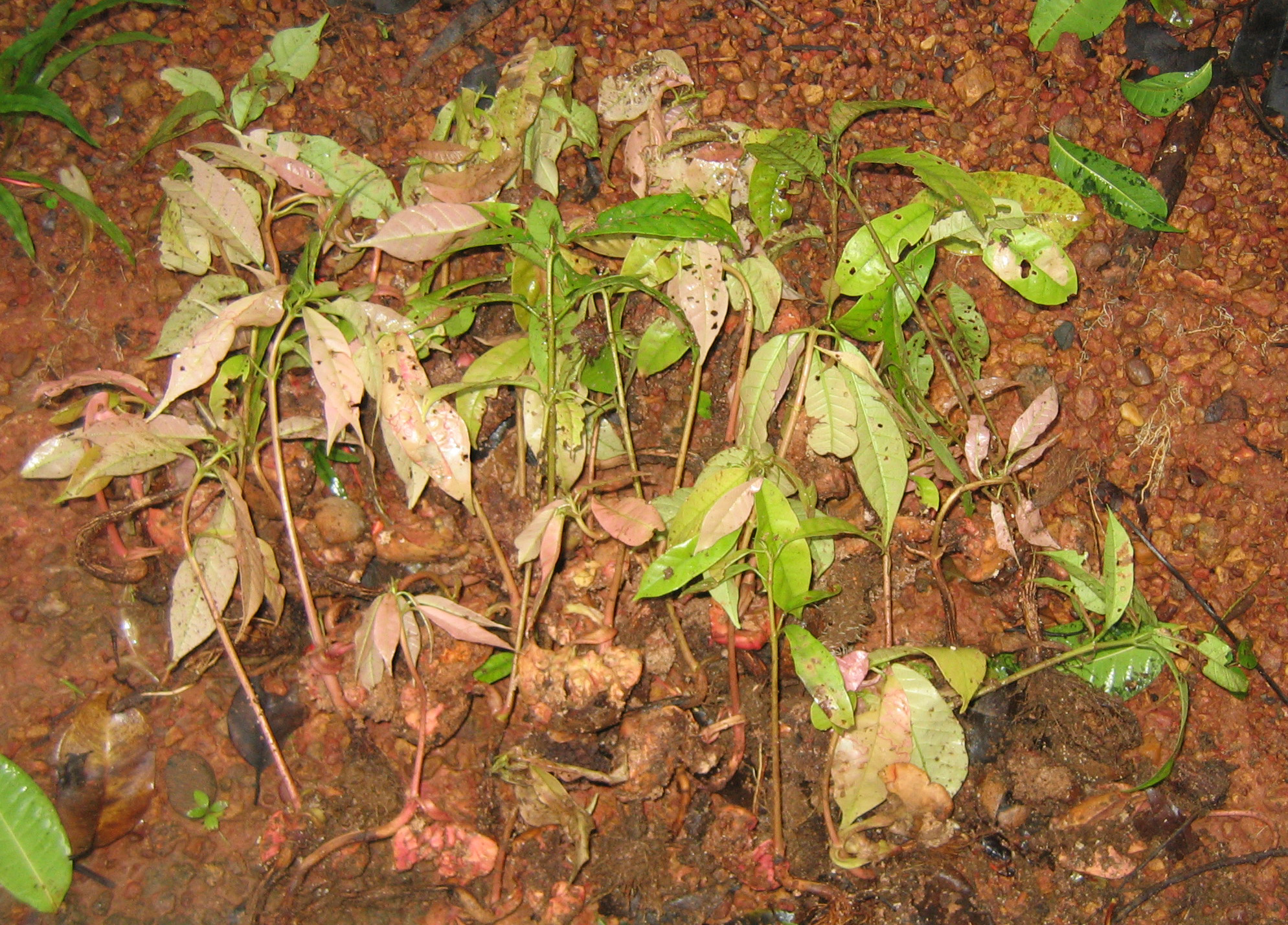
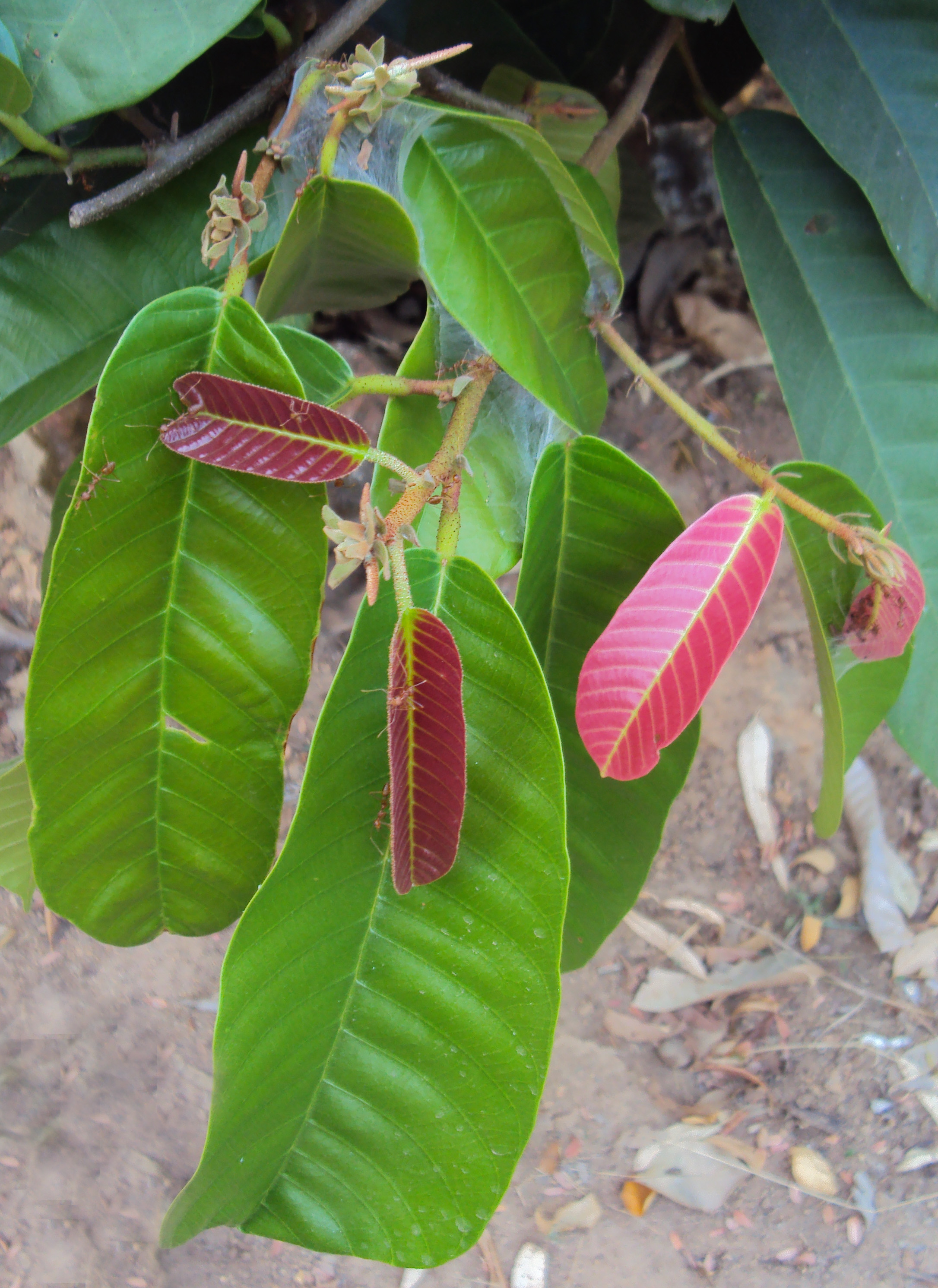